# Cremnops collaris
Cremnops collaris är en stekelart som beskrevs av William Harris Ashmead 1904. Cremnops collaris ingår i släktet Cremnops och familjen bracksteklar. Inga underarter finns listade i Catalogue of Life.